# ريتشل بارسونز
ريتشل بارسونز (بالإنجليزية: Rachel Parsons)‏ هي راقصة على الجليد أمريكية، ولدت في 19 نوفمبر 1997 في روكفيل في الولايات المتحدة.

## وصلات خارجية
- ريتشل بارسونز على موقع الاتحاد الدولي للتزلج (الإنجليزية)
- ريتشل بارسونز على موقع أوليمبيديا (الإنجليزية)